# 洛根代爾 (內華達州)
洛根代爾（英語：Logandale）是位於美國內華達州克拉克縣的非建制地區。

## 歷史
洛根代爾的郵局自1917年營運至今。

## 地理
洛根代爾所處的海拔為高於海平面422米（即1384英呎），而該地所採用的時區為UTC-8，即太平洋时区（PST）。同時該地設有夏令時間，為UTC-8調快一小時，即UTC-7（PDT）。